# Kemalisme

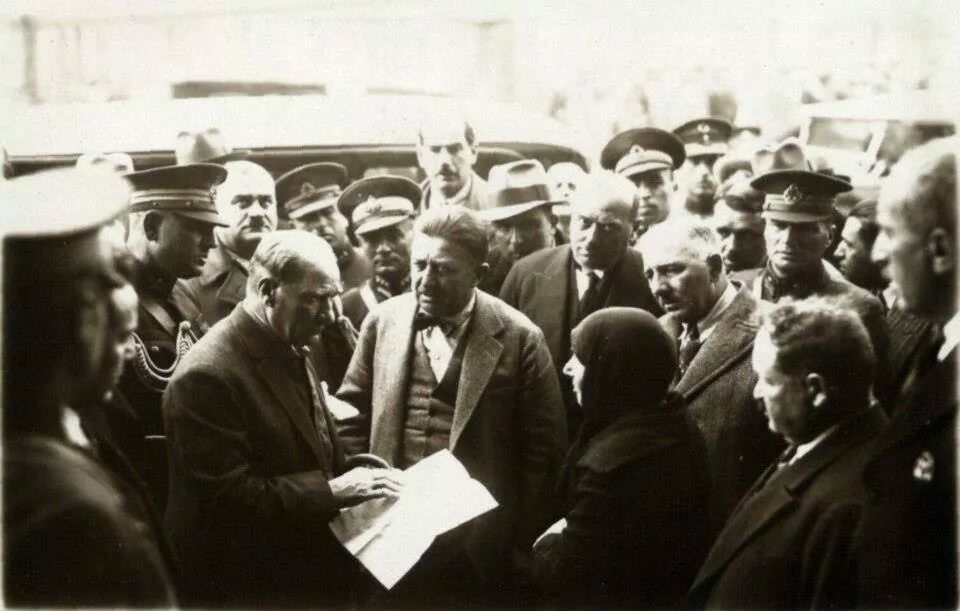
Mustafa Kemal Atatürk escolta un ciutadà a Edirne (1930). Durant la seva presidència viatjava sovint pel país.

La ideologia kemalista o kemalisme, (en turc: Kemalist İdeoloji, Kemalizm, Atatürkçülük, Atatürkçü Düşünce), coneguda també com a les "6 fletxes" (en turc Altı Ok) és el principi que defineix les característiques bàsiques de la República de Turquia sorgida en 1923. La ideologia va ser desenvolupada pel Moviment Nacional Turc i el seu líder Mustafa Kemal Atatürk. El kemalisme persegueix la creació d'un Estat nació modern, democràtic i secular; guiat pel progrés educatiu i científic basat en els principis del positivisme, racionalisme i la Il·lustració, el suport de l'Estat a les ciències i l'educació gratuïta. Molts d'aquests aspectes van ser presentats per primera vegada a Turquia durant la presidència d'Atatürk en les seves reformes.
Moltes de les idees fonamentals del kemalisme van començar a finals de l'Imperi Otomà sota diverses reformes per evitar l'imminent col·lapse de l'Imperi, i començaren principalment amb les reformes del Tanzimat del segle xix. Els Joves Otomans van intentar crear la ideologia del nacionalisme otomà, o otomanisme, per sufocar el creixent nacionalisme ètnic en l'Imperi i introduir una democràcia limitada per primera vegada, mentre es mantenien les influències islamistes. A principis del segle xx, els Joves Turcs abandonaren el nacionalisme otomà a favor del primer nacionalisme turc, mentre adoptaven un punt de vista polític secular. Després de la desaparició de l'Imperi Otomà, Atatürk, influenciat tant pels Joves Otomans com pels Joves Turcs, així com pels seus èxits i fracassos, va portar a la declaració de la República de Turquia en 1923, tot manllevant les idees del laïcisme i el nacionalisme turc dels moviments anteriors» tot aportant, per primera vegada, l'educació gratuïta i altres reformes que han estat consagrades pels líders posteriors en directrius per al govern de Turquia.

## Filosofia

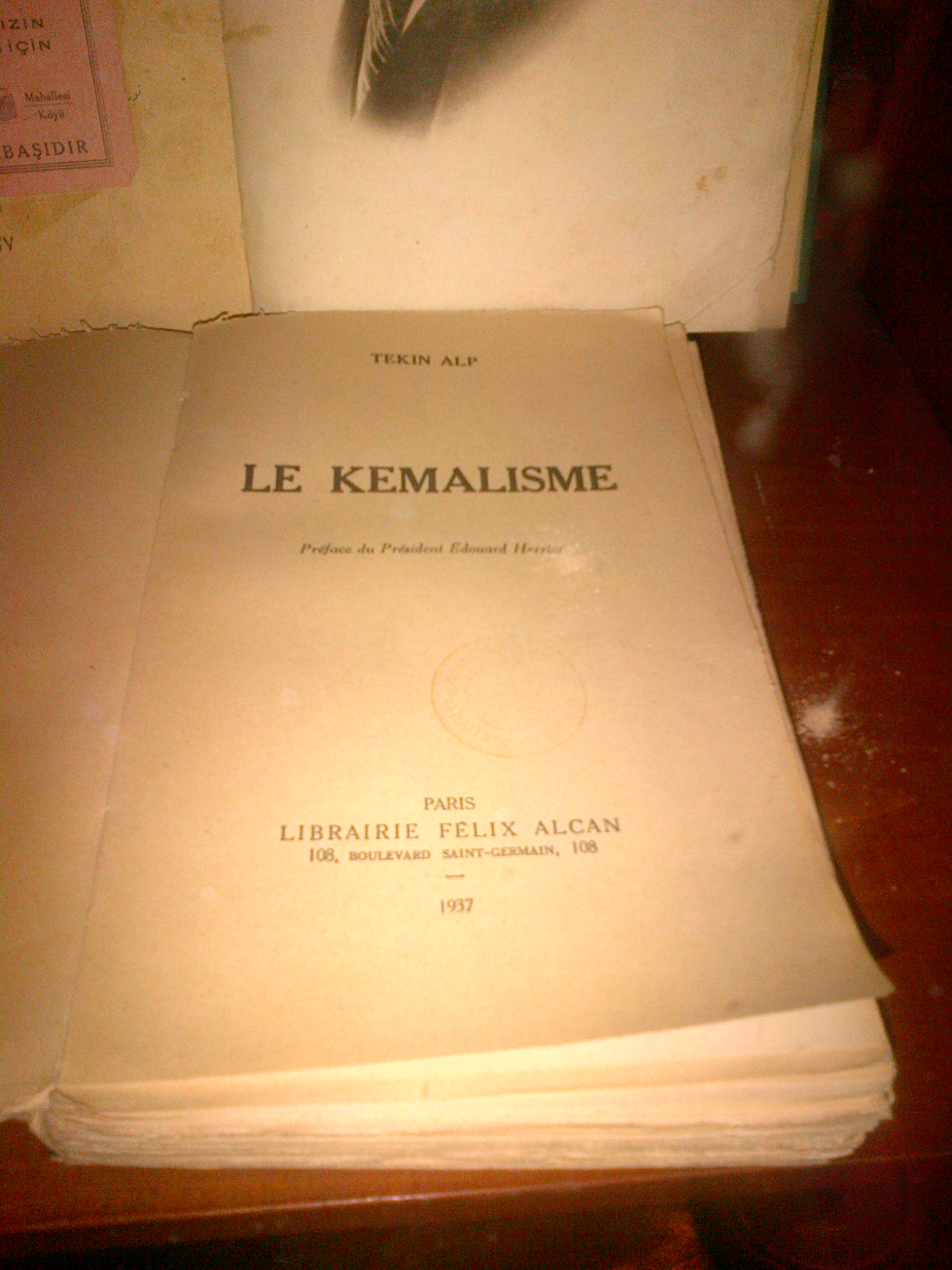
El llibre Le Kemalisme de Tekin Alp sobre les Reformes d'Atatürk.

El kemalisme és una filosofia de modernització que va guiar la transició entre el multireligiós i multiètnic Imperi Otomà i la secular i unitària República de Turquia. El kemalisme estableix els límits del procés social en la Reforma de Turquia. Atatürk és el fundador del kemalisme, i la seva doctrina es va implementar com a ideologia de l'estat, fins i tot després de la seva mort.

## Fonaments
La ideologia kemalista es fonamenta en sis pilars (ilke) essencials: republicanisme (turc: cumhuriyetçilik), populisme (turc: halkçılık), nacionalisme (turc: milliyetçilik), laïcisme (turc: laiklik), estatisme (turc: devletçilik), i reformisme (turc: devrimcilik). Els principis van arribar a ser reconeguts com a immutables i sagrats.

### Republicanisme
El republicanisme (turc: cumhuriyetçilik), en el marc kemalista, substitueix la monarquia absoluta de la dinastia otomana amb l'imperi de la llei, la sobirania popular i la virtut cívica, incloent un èmfasi en la llibertat practicada pels ciutadans. El republicanisme kemalista defineix un tipus de república constitucional, en la qual es trien els representants del poble, i aquests han de governar d'acord amb la llei constitucional preexistent que limita el poder governamental sobre els ciutadans. El cap dels funcionaris estatals i altres dirigents són triats per elecció en lloc d'heretar les seves posicions, i les seves decisions estan subjectes a revisió judicial. En la defensa del canvi des de l'Estat otomà, el kemalisme afirma que totes les lleis de la República de Turquia s'han d'inspirar en les necessitats reals i terrenals, com un principi bàsic de la vida nacional. El kemalisme advoca per un sistema republicà com el millor representant dels desitjos de les persones.
Entre els diversos tipus de república, la república kemalista és un democràcia representativa amb un Parlament elegit a les eleccions generals, un President com a cap d'Estat elegit pel Parlament i que exerceix durant un termini limitat, un primer ministre nomenat pel president, i altres ministres nomenats pel Parlament. El president kemalista no té poders executius directes, però té poders de veto limitats, i el dret a impugnar amb una consulta popular. La gestió del dia a dia del govern és la responsabilitat del Consell de Ministres format pel Primer Ministre i els altres ministres. Hi ha un separació de poders entre l'Executiu (President i Consell de Ministres), el legislatiu (Parlament) i el poder judicial, en què cap de les branques del govern té autoritat sobre una altra, tot i que el Parlament està encarregat de la supervisió del Consell de Ministres, que pot ser obligat a renunciar per una votació de confiança.
La república kemalista és un Estat unitari en què els tres òrgans de l'Estat governen la nació com una sola unitat, amb un poder legislatiu creat constitucionalment. En alguns temes, el poder polític de govern es transfereix als nivells més baixos, als governs electes locals representats pels alcaldes, però el govern central conserva la funció directriu de govern.

### Populisme
El populisme (turc: halkçılık) es defineix com una revolució social que té com a objectiu transferir el poder polític a la ciutadania. El populisme kemalista difereix de la comprensió occidental del terme populisme. En Europa occidental la cultura del populisme que s'ha construït és una doctrina política, on s'oposa el "el poble" contra "les elits". En la societat otomana "el poble" (el terme correcte per al període era "subjectes") s'enfronta (se sotmet) a l'autocràcia (dinastia otomana), teocràcia (Califat) i feudalisme (líders tribals). El kemalisme va traslladar l'orientació del poder polític cap al millor interès del "públic en general" (públic general = ciutadans del país, els ciutadans comuns, la ciutadania).
El populisme kemalista és una extensió del moviment de modernització kemalista. En el populisme kemalista, en la societat ideal, els individus (ciutadans de la República) serien capaços de llegir textos religiosos per si mateixos o fer que es tradueixen lliurement. La campanya d'alfabetització i la traducció de l'Alcorà (originalment en text àrab) al turc, per exemple, totes dos van ocórrer molt al començament de la reforma d'Atatürk. Atatürk va declarar en diverses ocasions que els governants legítims de Turquia eren ciutadans comuns, com els vilatans i els treballadors

#### Sobirania
El contingut social kemalista (populisme) no accepta cap mena d'adjectius col·locats abans de la definició d'una nació [una nació de ...]; nega els tipus d'unitat nacional basats en ideologies racials, religioses, totalitàries i feixistes. S'oposa fermament a qualsevol tipus d'autoritat, opressió, colonialisme, imperialisme, etc., que vagi en contra de la sobirania del poble. La sobirania ha de pertànyer únicament a persones sense cap mena de distinció o condicions, etc.:
| «                       | La sobirania pertany al poble / nació sense restriccions i sense condicions. | » |
| — Mustafa Kemal Atatürk |                                                                              |   |

#### Lema
El contingut social kemalista (populisme) xocava de ple contra la dominació política dels xeics, líders tribals, i l'islamisme (Islam com a sistema polític) de l'Imperi Otomà. Inicialment, la declaració de la república va ser percebuda com "un retorn als dies dels primers califes" . No obstant això, el nacionalisme kemalista va tenir com a objectiu canviar la legitimitat política de l'autocràcia (per la dinastia otomana), la teocràcia (basada en el califat otomà), i elfeudalisme (líders tribals) vers la participació activa dels seus ciutadans, els turcs. El contingut social kemalista volia establir el valor de la ciutadania turca. Un sentit d'orgull associat a aquesta ciutadania donaria l'estímul psicològic necessari perquè la gent treballés més intensament i aconseguir un sentit d'unitat i identitat nacional. La participació activa, o la "voluntat del poble", es va establir amb el règim republicà i la identitat turca substituí les altres formes d'afiliacions que van ser promogudes en l'Imperi Otomà (com la lleialtat als diferents millets que finalment van conduir a la divisió en l'Imperi). El canvi en l'afiliació se simbolitza amb: 
| «                       | turc: Ne mutlu Türküm diyene. (català: Feliç aquell que diu que és un turc.) | » |
| — Mustafa Kemal Atatürk |                                                                              |   |

El lema "Ne mutlu Türküm diyene" va ser promogut en contra de la "llarga vida al sultà", "visca el Xeikh", o "visca el califa".

### Laïcisme
El laïcisme (turc: laiklik) de la ideologia kemalista pretén desterrar la interferència religiosa en els assumptes de govern, i viceversa. Es diferencia del concepte passiu angloamericà del secularisme, però és similar al concepte de laïcitat a França.
Les arrels de la mentida kemalista secularisme en els esforços de reforma a la fi de l'Imperi Otomà, especialment el període Tanzimat i el posterior Segon Període Constitucional. L'Imperi Otomà era un estat islàmic en la qual el cap de l'Estat otomà va ocupar el càrrec de califa. El sistema social es va organitzar d'acord amb diversos sistemes, incloent el religiosament organitzat sistema - mill i la llei Xaria, fet que permet a la idelogia religiosa de ser incorporada en els òrgans d'administració otomana, i en el sistema econòmic i polític. Aquesta forma de vida es defineix avui com a islamisme (Islam polític): "la creença que l'Islam ha de guiar socialment i política, així com en la vida personal". En el Segon Període Constitucional, el Parlament otomà va dur a terme polítiques en gran manera seculars, encara que les tècniques de populisme religiós i els atacs a la pietat d'altres candidats també es van produir entre els partits polítics otomans durant les eleccions. Aquestes polítiques s'assenyalen con la raó de la contrarevolució otomana de 1909 per part dels islamistes i monàrquics absoluts. Les polítiques seculars del Parlament Otomà també actuaren com a factors al revolta àrab durant la Primera Guerra Mundial
Quan es va implementar el secularisme en el naixent estat turc modern, es va començar per l'abolició del centenari Califat en 1924. El càrrec de Xaikh al-Islam va ser substituït per la Presidència d'Afers Religiosos (turc: Diyanet). En 1926, el Mecelle i les lleis de la Xaria van ser abandonats en favor d'una adaptació del Codi Civil Suís i un codi penal model dels codis d'Alemanya i Itàlia. Altres pràctiques religioses van ser eliminades, incloent la dissolució de les ordres sufís i la penalització per portar un fes, que era vist per Atatürk com un llaç amb el passat otomà.

#### Estat i religió (laïcitat)
Atatürk estava profundament influenciat pel triomf de la laïcitat a França. Atatürk percep el model francès com la forma autèntica de la laïcitat. El kemalisme es va esforçar per controlar la religió i transformar-la en un assumpte privat en lloc d'una institució que interferís amb la política, el progrés científic i social."La sana raó," i "la llibertat del proïsme," tal com va afirmar un cop Atatürk. És més que crear simplement una separació entre Estat i religió. Atatürk ha estat descrit en la seva obra com si fos Lleó l'Isauri, Martí Luter, el Baró d'Holbach, Ludwig Büchner, Émile Combes, i Jules Ferry, tot en un per a la creació de laïcisme kemalista laïcisme kemalista no implica pas que es defensi l'agnosticisme o el nihilisme; significa només la llibertat de pensament i la independència de les institucions de l'Estat de la dominació del pensament religiós i les institucions religioses. El principi del laïcisme kemalista no està en contra de la religió moderada i apolítica, sinó contra les forces religioses que s'oposen a la lluita i la modernització i la democràcia.
Segons la percepció kemalista, l'Estat turc s'ha de mantenir a la mateixa distància de totes les religions, i no ha de promoure ni condemnar cap mena de creences religioses. El kemalisme té una posició de "neutralitat activa" envers la religió, molt similar a la laïcitat a França, i fa una crida perquè les accions relacionades amb la religió siguin analitzades i avaluats pel govern a través de la Presidència d'Afers Religiosos, que s'encarrega de gestionar acuradament els afers religiosos i institucions al país. La Presidència d'Afers Religiosos té la responsabilitat de planificar, coordinar i equilibrar, aprovar els sermons que els imams diuen a les mesquites i els procediments per a d'altres rituals religiosos.
El kemalisme ha d'equilibrar l'espai entre les diferents sectes religioses. L'educació religiosa, que es va deixar inicialment a la iniciativa privada amb cursos extraescolars fins al 1980, quan va ser portat a l'educació secundària amb un pla d'estudis oficial relatiu a les doctrines religioses. Aquest canvi de la política d'equilibrar la doctrina religiosa és objecte de debat. Hi ha tres principals perspectives ideològiques en aquest debat. La primera considera aquest canvi com una violació de la ideologia secular kemalista, i exigeix un retorn a la política anterior. La segona perspectiva accepta l'ensenyament religiós, però s'oposa al seu caràcter obligatori. La tercera posició admet com a correcte l'ensenyament obligatori, excepte els responsables de les comunitats minoritàries, que desitgen tenir els seus propis cursos religiosos, dins dels límits de les regulacions assenyalades pel Ministeri d'Educació.

#### Política i religió (islamisme)
La forma kemalista de separació entre Estat i religió buscava la reforma d'un conjunt complet de les institucions, els grups d'interès (per exemple, partits polítics, sindicats i grups de pressió), les relacions entre les institucions, i les normes polítiques i regles que regeixen les seves funcions (constitució, llei electoral). El major canvi en aquesta perspectiva va ser l'abolició del califat otomà el 3 de març de 1924, seguit per l'eliminació dels seus mecanismes polítics. L'article que indica que "la religió establerta de Turquia és l'Islam" va ser retirat de la constitució el 5 de febrer del 1937.
Des d'una perspectiva política, el kemalisme és anticlerical en el fet es proposa prevenir la influència religiosa en el procés democràtic, que era un problema fins i tot en la política en gran part seculars del Segon Període Constitucional de l'Imperi Otomà, quan fins i tot els partits polítics sense afiliació religiosa com el Comitè d'Unió i Progrés i el Partit de la llibertat i de l'Entesa es barallaven sobre qüestions com ara la pietat islàmica dels seus candidats a les eleccions otomanes de 1912. Així, en la perspectiva política kemalista, els polítics poden no poden fer-se passar per protectors de qualsevol religió o secta religiosa, i tals afirmacions constitueixen una causa jurídica suficient per a la prohibició permanent dels partits polítics.

##### Insígnies
El sistema social otomà es basa en l'afiliació religiosa. Els distintius religiosos s'estenien a totes les funcions socials. La roba identificat els ciutadans amb la seva pròpia agrupació religiosa particular; la lligadura distingia el rang i la professió. Els turbants, fesos, casquets, i tocats denotaven el sexe, rang i professió - tant civils com militars - de l'usuari. Fora de les zones de culte, els distintius religiosos foren prohibits.
Mentre Atatürk considerava les vestimentes religioses de les dones com l'antítesi de progrés i la igualtat, també reconeixia que els mocadors no eren un perill tan gran per a la separació d'església i estat com per justificar una prohibició total. No obstant això, es va modificar la Constitució el 1982, després del cop d'estat del 1980 per part de l'exèrcit de tendència kemalista, a fi i efecte de prohibir l'ús a les dones islàmiques de recobriments com ara mocadors en les institucions d'educació superior.Joost Lagendijk, europarlamentari i president de la Comissió Parlamentària Mixta amb Turquia, ha criticat públicament aquestes restriccions del vestit per a les dones musulmanes, mentre que el Tribunal Europeu de Drets Humans ha dictaminat en nombrosos casos que aquestes restriccions en edificis públics i institucions educatives no constitueixen una violació dels drets humans.

### Reformisme
Reformisme o revolucionarisme (turc: devrimcilik / inkılâpçılık) és un principi que crida el país a reemplaçar les institucions i conceptes tradicionals per les institucions i conceptes moderns. Aquest principi defensava la necessitat d'un canvi social fonamental a través de la revolució com una estratègia per aconseguir una societat moderna. El nucli de la revolució, en el sentit kemalista, era un fet consumat. En un sentit kemalista no hi ha cap possibilitat de retorn als vells sistemes, ja que es considerava un pas enrere.
El principi de revolucionarisme anava més enllà del reconeixement de les reformes realitzades durant la vida d'Atatürk. Les revolucions d'Atatürk en la vida social i política s'accepten com a irreversibles. Atatürk mai no va considerar la possibilitat d'una fase de pausa o de transició durant el curs del desenvolupament progressiu o aplicació de la revolució. La comprensió actual d'aquest concepte es pot descriure com a modificació activa. Turquia i la seva societat, tot fent seves les institucions d'Europa Occidental, han d'afegir trets turcs i patrons propis i adaptar-les a la cultura turca, segons el kemalisme.  La realització dels trets turcs i els patrons de aquestes reformes comporta generacions d'experiència cultural i social (el que es tradueix en la memòria col·lectiva de la nació turca).

### Nacionalisme
Nacionalisme (turc: milliyetçilik): la revolució kemalista volia crear un estat nació a partir de les restes del multi-religiós i multi-ètnic Imperi Otomà. El nacionalisme kemalista s'origina a partir de les teories del contracte social, sobretot a partir dels principis defensats per Jean-Jacques Rousseau i el seu Contracte Social. La percepció kemalista del contracte social s'efectuarà mitjançant la dissolució de l'Imperi Otomà, que fou percebuda com un producte del fracàs del sistema otomà del "Millet" l'ineficaç otomanisme. El nacionalisme kemalista, després d'experimentar la descomposició de l'Imperi Otomà, definí el contracte social com el seu "més alt ideal". 
| «                       | En l'administració i defensa de la nació turca; la unitat nacional, la consciència i la cultura nacionals són els més alts ideals en què ens fixem. | » |
| — Mustafa Kemal Atatürk | |   |

La ideologia kemalista defineix la "nació turca" (turc: Türk Ulusu) com una nació de persones turques que sempre estimen i busquen exaltar la seva família, país i nació, que coneixen els seus deures i responsabilitats envers l'Estat democràtic, laic i social que es regeix per l'estat de dret, fonamentat en els drets humans, i en els principis establerts en el preàmbul de la constitució de la República de Turquia. Mustafa Kemal Atatürk defineix la nació turca tot dient 
| «                       | "La gent que constitueix la República de Turquia és diu nació turca." | » |
| — Mustafa Kemal Atatürk |                                                                       |   |

#### Criteris
Els criteris kemalistes per a "identitat" nacional" o, simplement, ser turc(turc: Türk) fan referència a un idioma compartit, i/o a uns valors compartits definits com una història comuna, i a la voluntat de compartir un futur. La ideologia kemalista defineix els "turcs", com a : 
| « | aquells que protegeixen i promouen els valors morals, espirituals, culturals i humanístics de la nació turca. | » |

La pertinença a la nació s'adquireix en general pel fet de néixer dins de les fronteres de l'estat i també pel principi de ius sanguinis. La forma kemalista de la nacionalitat s'integra a l'article 66 de la Constitució de la República de Turquia. Tot ciutadà és reconegut com a turc, independentment del seu origen ètnic, creença, gènere, etc. La llei de nacionalitat turca indica que hom pot ser privat de la seva nacionalitat només per un acte de traïció.
El 2005, l'article 301 del codi penal turc va convertir en delicte el fet d'insultar la identitat turca (turc: türklük),però sota la pressió de la UE, això es va canviar en 2008 per protegir la "nació turca" en lloc d'ètnia turca el 2008, una nació "imaginada" de les persones que viuen dins de les fronteres del Pacte Nacional (turc: Misak-ı Milli).

#### Extensió
El nacionalisme kemalista creu en el principi que l'Estat turc és un tot indivisible que comprèn el seu territori i la gent, que es defineix com la "unitat de l'Estat". És un concepte de nacionalisme que respecta el dret a la independència de totes les altres nacions.

##### Panturquisme
El kemalisme no només havia desplaçat el "panturquisme" com la ideologia oficial de l'estat; també es va centrar en interessos més estrets de l'estat nació, tot renunciant a la preocupació pels "turcs a l'exterior".
El panturquisme era una ideologia etnocèntrica [unir totes les nacions ètnicament turques], mentre que el kemalisme és policèntric [units sota una "voluntat comuna"] en el caràcter. El kemalisme vol tenir un peu d'igualtat entre les principals civilitzacions del món. Els panturquistes havien subratllat sistemàticament els atributs especials dels pobles turquesos, i volien unir tots els pobles turcs. Kemalisme vol igualtat de condicions (basat en el respecte) i no té per objecte unir el poble de Turquia amb totes les altres nacions turques. La majoria dels kemalistes no estaven interessats en el panturquisme i entre 1923-1950 (el període d'estat individual) van reaccionar amb especial fermesa.

##### Turanisme
El kemalisme no només havia desplaçat el "turanisme" com a ideologia estatal oficial; també es va centrar en els pobles turquesos, dins de les cultures històriques i actuals i els pobles d'Anatòlia (una visió anatolicocèntrica).
El turanisme focalitzava la nació com la unió de tots els pobles turanians (tungusos, magiars, finlandesos, mongols, estonians, japonesos, coreans i ryukyuans) que s'estén des del massís de l'Altai a l'Àsia oriental fins al Bòsfor. Kemalisme tenia una definició més restringida de la llengua que volia remoure [purificar] mots perses, àrabs, grecs, llatins, etc. del llenguatge utilitzat a Anatòlia. Els líders turanians, com ara Enver Paşa, volien un llenguatge que embolcallés en un tot comú tots els pobles turaniana, minimitzant les diferències i maximitzant les similituds entre ells.

##### Expansionisme
Quant a l'expansionisme, el nacionalisme kemalista s'oposa a l'imperialisme i té com a objectiu promoure la "pau", tant en l'àmbit domèstic com en els escenaris internacionals. Mustafa Kemal Atatürk, va escriure el 1930:
| « | Dins de la unitat política i social de la nació turca d'avui, hi ha ciutadans i connacionals que han estat incitats a pensar en si mateixos com a kurds, circassians, lazis o bosnians. Però aquestes denominacions errònies - producte de períodes anteriors de la tirania - han portat més que dolor als membres individuals de la nació, amb l'excepció d'uns pocs reaccionaris sense cervell, que es van convertir en instruments de l'enemic. Això es deu al fet que aquests membres individuals de la nació (kurds, circassians, lazis o bosnians]) comparteixen amb la generalitat de la societat turca el mateix passat, la història, el concepte de la moral i les lleis. | » |

### Estatisme
Estatisme (turc: devletçilik): Kemal Atatürk va deixar clar en les seves declaracions i polítiques que la completa modernització de Turquia en gran manera depenia de desenvolupament econòmic i tecnològic. El principi de kemalista estatisme s'interpreta generalment en el sentit que l'Estat existia per regular les activitats econòmiques generals del país i l'estat existia per participar en àrees en les que l'empresa privada no estava disposat a fer-ho, o on l'empresa privada havia demostrat ser inadequada, o si l'interès nacional ho requeria. En l'aplicació del principi d'estatisme, però, l'estat va sorgir no només com la principal font d'activitat econòmica, sinó també com l'amo de les principals indústries del país. La gran depressió econòmica de 1929 té un paper important en la creació d'aquesta política.

## Anàlisi

### Kemalisme i partits polítics de Turquia

"Sis fletxes" tal com apareixen representades al logo del CHP

El Partit Republicà del Poble va ser establert per Mustafa Kemal Atatürk, el 9 de setembre de 1923, poc abans de la declaració de la República de Turquia el 29 d'octubre. El partit utilitza la ideologia com a símbol de si mateix.

### Kemalisme i llei constitucional de Turquia
Els sis principis es van solidificar el 5 de febrer de 1937, 14 anys després de l'establiment de la República de Turquia.

A la constitució turca de 1924 article 2, punt 1: 
| « | "Turquia és republicana, nacionalista, unida a les persones, intervencionista i secular, i revolucionària." | » |

Tant el cop militar de 1960 com el cop militar de 1980 van ser seguits per revisions fonamentals de la Constitució de Turquia. Els textos de les noves constitucions es va aprovar per referèndum popular en cada cas.

A la constitució turca de 1961, article 1, punt 1 s'estableix: "L'Estat turc és una república." Article 2, punt 1: 
| « | "La República de Turquia és un estat nacionalista, democràtic, laic i social, que es regeix per l'imperi de la llei, sobre la base dels drets humans i els principis fonamentals establerts en el preàmbul." | » |

A la constitució del 1982 article 1, punt 1 s'estableix: "L'Estat turc és una república." Article 2, punt 1:
| « | "La República de Turquia és un Estat democràtic, laic i social que es regeix per l'imperi de la llei; tenint en compte els conceptes de la pau pública, solidaritat nacional i la justícia; respecte dels drets humans; lleial al nacionalisme d'Atatürk, i sobre la base dels principis fonamentals enunciats en el preàmbul. | » |

Només els principis del secularisme i el nacionalisme, i la democràcia es van mantenir en cada canvi a la Constitució. La Constitució de 1961 va posar l'accent amb més força els drets humans, l'estat de dret, i l'estat de benestar que la constitució original de 1924, mentre que la constitució de 1982 es va centrar en la pau de la comunitat i la solidaritat nacional, peròt també fa referència explícita a alguns dels principis d'Atatürk i igualment els va incloure.